# NGC 5832
NGC 5832 é uma galáxia espiral barrada (SBb) localizada na direcção da constelação de Ursa Minor. Possui uma declinação de +71° 40' 53" e uma ascensão recta de 14 horas, 57 minutos e 45,7 segundos.
A galáxia NGC 5832 foi descoberta em 16 de Março de 1785 por William Herschel.